# Канкрін Єгор Францович
Граф Єгор Францович Канкрін (нар. 16 (27) листопада 1774 — 9 (21) вересня 1845) — російський економіст, державний діяч і письменник німецького походження, генерал інфантерії, міністр фінансів Російської імперії у 1823–1844 рр.

## Життєпис
Георг Людвіг Канкрін народився в місті Ганау в єврейсько-німецькій сім'ї інженера Франца Канкріна. Батько певний час керував солеварними заводами в Новгородській губернії. Георг Людвіг навчався в Гессенському та Магдебурзькому університетах, потім поїхав до Росії. 1800 року написав проект розвитку вівчарства в Росії, який потрапив на очі віце-канцлера графа Остермана. Канкріна прийнято на роботу до Міністерства внутрішніх справ. Працював помічником генерал-провіантмейстера в чині статського радника, 1809 року написав працю про те, як у війні проти Наполеона, яка наближалась, Росії буде важливо використати своє географічне розташування та ресурси. Під час походу російської армії в Європу відповідав за постачання провіанту для солдатів, відзначився розумним і економним підходом до справи, нагороджений орденом Святої Анни 1-го ступеня.
1823 року призначений міністром фінансів Російської імперії. При ньому була в 1839–1843 рр. здійснена грошова реформа в Росії, що встановила систему срібного монометалізму, був розпочатий обмін всіх асигнацій на державні кредитні білети, що обмінюються на золото і срібло, емісія платинової монети.